# Sus scrofa vittatus
Sus scrofa vittatus — подвид кабана, обитающий на Тайско-Малайском полуострове и многих индонезийских островах, включая Суматру, Яву. Был завезён людьми на Малые Зондские острова в древние времена. Это самый базальный подвид, имеющий наименьший относительный размер мозга, самую примитивную зубную систему и неспециализированное строение черепа. Морда короткая, с белой полосой. Щетина на теле редкая, без подшёрстка, грива довольно длинная и от морды до боков шеи простирается широкая рыжеватая полоса. Он намного мельче материкового подвида S. s. cristatus, самые крупные особи на Комодо весят всего 48 кг.
В некоторых районах Sus scrofa vittatus отличается от большинства других популяций кабанов тем, что употребляет в пищу очень много плодов, так, кабаны в национальном парке Уджунг-Кулон на Яве едят около 50 различных видов фруктов, особенно инжир, что делает их важными распространителями семян. На островах Комодо и Ринка их рацион более разнообразен и включает корни, клубни, травы, насекомых, фрукты, змей и падаль. Они также часто едят крабов во время отлива. Поросята рождаются с декабря по март (в помётах от двух до шести особей) и выращиваются в гнездах из травы, которые строит их мать. Их полосы гораздо менее яркие, у чем детенышей S. s. scrofa.
На островах Комодо, Ринка и Флорес Sus scrofa vittatus является основным источником пищи для комодских варанов.